# Syntetisk brændstof
Syntetisk brændstof (også kaldet elektrobrændstof, electrofuel, e-fuel)) er flydende brændstof - eller nogle gange gasformigt brændstof, dannet af syntesegas også kaldet syngas. Syntesegassen er en blanding af carbonmonoxid og hydrogen. Syntesegassen kan fx dannes ved gasifikation af brændsler som fx kul, biomasse - eller ved reformning af naturgas. Syntesegassens kulstof kan have fossilt ophav eller ej - fx komme fra fossilt kulstof - eller fra luften. Se CO2-neutral energilagring.
Almindelige metoder til fremstilling af syntetiske brændstoffer omfatter Fischer-Tropsch processen,
methanol til benzin omvandling,
eller direkte kullikvifaktion.
Juli 2009 var den verdensomspændende syntetiske brændstof produktionskapacitet over 240.000 tønder per døgn (38.000 m^3/døgn), med talrige projekterede nye byggerier eller udvikling.
Man kan anvende overskudselektriciteten fra vindmøller til først af lave syntesegas og dernæst syntetiske brændstoffer ifølge forskere fra DTU.